# 호랑이 경제

1960년부터 2014년까지의 아시아의 네 마리 호랑이(싱가포르, 홍콩, 대한민국, 타이완)의 1인당 GDP 비교

호랑이 경제는 대한민국의 경제 급성장 덕에, 동아시아 지역의 경제가 서로 호랑이처럼 상승하는 것을 말한다. 21세기가 되어 대한민국 경제의 수직 상승으로 일본을 월등히 뛰어 넘어, 미국과 경쟁을 할 만한 경제를 갖추게 되었다. 그로 인해, 최근부터 세계 4대 도시 뉴욕, 도쿄, 런던, 서울 로 널리 알려지고 있다.

## 같이 보기
- 아시아의 다섯 마리 호랑이